# Bundesfinanzhof
Der Bundesfinanzhof (BFH) mit Sitz in München ist das oberste Gericht für Steuer- und Zollsachen und als solches neben dem Bundesgerichtshof, dem Bundesverwaltungsgericht, dem Bundesarbeitsgericht und dem Bundessozialgericht einer der fünf obersten Gerichtshöfe der Bundesrepublik Deutschland.
Der Bundesfinanzhof ist – wie der Bundesgerichtshof und das Bundesverwaltungsgericht – ressortmäßig dem Bundesministerium der Justiz (BMJ) unterstellt und unterliegt dessen allgemeiner Dienstaufsicht. In seiner Tätigkeit als Gericht sind die Richter jedoch unabhängig und nur dem Gesetze unterworfen.

## Aufgaben
Nach dem Prinzip der Teilung der Gewalten wird die Staatsgewalt gemäß Art. 20 Abs. 2 des Grundgesetzes (GG) durch besondere Organe der Gesetzgebung (Legislative), der vollziehenden Gewalt (Exekutive) und der Rechtsprechung (Judikative) ausgeübt. Die Bedeutung des Gewaltenteilungsprinzips liegt in der politischen Machtverteilung, dem Ineinandergreifen und der gegenseitigen Kontrolle der drei Gewalten und der daraus resultierenden Mäßigung der Staatsherrschaft. Alle Bürgerinnen und Bürger, die durch die öffentliche Gewalt in ihren Rechten verletzt werden, können die rechtsprechende Gewalt gemäß Art. 19 Abs. 4 GG anrufen.

### Oberster Gerichtshof des Bundes für Steuern und Zölle
Der Bundesfinanzhof ist die höchste Instanz der Finanzgerichtsbarkeit. Für das Gebiet der Finanzgerichtsbarkeit hat das Bundesministerium der Finanzen nach Art. 95 des Grundgesetzes in der Fassung der Bekanntmachung vom 23. Mai 1949 am 29. Juni 1950 den BFH als obersten Gerichtshof des Bundes errichtet. Seine Zuständigkeit erstreckt sich auf die Steuer- und Zollsachen; dazu gehören jedoch nicht Steuerstrafverfahren, die als Strafverfahren der ordentlichen Gerichtsbarkeit zugeordnet sind. Der Bundesfinanzhof darf auch nicht mit dem Bundesrechnungshof verwechselt werden, welcher nach Artikel 114 II GG die Rechnung sowie die Wirtschaftlichkeit und Ordnungsmäßigkeit der Haushalts- und Wirtschaftsführung des Bundes prüft. Dieser kontrolliert das Ausgabenverhalten des Staates und seiner Einrichtungen einschließlich seiner Sondervermögen, während der Bundesfinanzhof von dem einzelnen Steuerbürger in letzter Instanz angerufen werden kann.
Außer in Steuersachen im eigentlichen Sinne sind dem Bundesfinanzhof auch die letztinstanzlichen Entscheidungen über Eigenheimzulage, Investitionszulage und berufsrechtliche Angelegenheiten der Steuerberater zugewiesen.
Seit der Systemumstellung vom Familienlastenausgleich zum Kinderleistungsausgleich ist der Bundesfinanzhof auch für Kindergeldangelegenheiten zuständig. Denn das Kindergeld erfüllt seither eine Doppelfunktion: Es dient einerseits der Freistellung des Kinderexistenzminimums von der Einkommensteuer und andererseits als Sozialleistung der Förderung der Familie. Dem Bundesfinanzhof kommt insoweit neben der letztinstanzlichen Entscheidung in Steuersachen eine große Bedeutung in sozialrechtlicher Hinsicht zu.

### Grundsätze zur Gesetzesauslegung und einheitliche Rechtsanwendung
Der Bundesfinanzhof ist in erster Linie als Revisionsgericht tätig. In dieser Funktion entscheidet er über Revisionen gegen die Urteile der Finanzgerichte. Daneben entscheidet er als Beschwerdegericht über das gegen bestimmte Entscheidungen der Finanzgerichte statthafte Rechtsmittel der Beschwerde. Als Revisionsgericht kommt dem Bundesfinanzhof eine besondere Verantwortung für die Fortbildung des Rechts und die Wahrung der Einheitlichkeit der Rechtsprechung zu. Außerdem ist der Bundesfinanzhof in das Verfahren des Bundesverfassungsgerichts eingeschaltet. In steuerrechtlichen Verfahren, die beim Bundesverfassungsgericht anhängig gemacht werden, gibt der Bundesfinanzhof gegenüber dem Bundesverfassungsgericht eine Stellungnahme ab, die in der Entscheidung des Bundesverfassungsgerichts berücksichtigt wird.

### Revision und Nichtzulassungsbeschwerde
Die Besonderheit des Rechtswegs in der Finanzgerichtsbarkeit besteht darin, dass es hier nur zwei Instanzen gibt. Nach Abweisung der Klage vor dem Finanzgericht kann daher unmittelbar der BFH mit der Revision angerufen werden. Voraussetzung ist allerdings, dass das Finanzgericht die Revision zum Bundesfinanzhof in seinem Urteil zugelassen hat. Ist dies nicht der Fall, kann eine Beschwerde beim Bundesfinanzhof, die sog. Nichtzulassungsbeschwerde, eingelegt werden mit dem Antrag, die Revision zuzulassen. Lässt der Bundesfinanzhof auf die Beschwerde die Revision zu, wird das Verfahren unmittelbar als Revisionsverfahren fortgesetzt. Daher ist der Bundesfinanzhof als Revisionsgericht wie auch als Beschwerdegericht tätig. Die elf Senate des Bundesfinanzhofs erledigen jährlich über 2.000 Verfahren. Die durchschnittliche Verfahrensdauer sämtlicher Verfahren beim Bundesfinanzhof liegt zwischen sieben und neun Monaten.
Es wurde das Rechtsmittel der Anhörungsrüge geschaffen, mit der ausschließlich die Verletzung des rechtlichen Gehörs geltend gemacht werden kann (§ 133a FGO). Daneben ist noch die sog. Gegenvorstellung anerkannt, die formlos erhoben werden kann. Da das Bundesverfassungsgericht im Bereich der Rechtsmittel allerdings strenge Anforderungen an die sog. Rechtsmittelklarheit stellt, wird die Zulässigkeit der Gegenvorstellung im Fachschrifttum in Zweifel gezogen. Neuerdings hat der BFH entschieden, dass die Gegenvorstellung nur gegen abänderbare Entscheidungen zulässig ist, d. h. Entscheidungen, die nicht in materielle Rechtskraft erwachsen, und nur dann, wenn schwere Rechtsverletzungen gerügt werden. Früher war noch die sog. außerordentliche Beschwerde anerkannt. Im Hinblick auf die neu geschaffene Anhörungsrüge erkennt der BFH die außerordentliche Beschwerde nicht mehr an.

## Geschichte
Die Vorgängerinstitute des Bundesfinanzhofs, welche Recht auf den Gebieten der Steuern und des Zolls sprachen, lassen sich ab dem Ende des 15. Jahrhunderts zurückverfolgen. Von 1918 bis 1945 war der Reichsfinanzhof die oberste deutsche Spruch- und Beschlussbehörde in Reichsabgabensachen.
Während der Besatzungszeit in Deutschland knüpfte der Freistaat Bayern an die Tradition des alten Reichsfinanzhofs an und führte dessen Organisation in der Form des Obersten Finanzgerichtshofs unter Beschränkung auf die Steuern, die im Rahmen der bayerischen Zuständigkeit und seiner territorialen Gebietshoheit lagen, fort. Ab 1947 bildete dieser Gerichtshof auch das oberste Steuergericht für die gesamte amerikanische Zone. Hingegen war in der britischen und französischen Besatzungszone kein oberster Gerichtshof in Abgabensachen vorhanden. In der britischen Zone hatte vielmehr die seinerzeitige Leitstelle der Finanzverwaltung als Rechtsbeschwerdeinstanz zu entscheiden.
Errichtung des Bundesfinanzhofs und Zeit seit der deutschen Teilung
Der Bundesfinanzhof wurde 1950 in der Tradition des Reichsfinanzhofs errichtet. Diese Tradition ist jedoch nur formaler, nicht inhaltlicher Natur. Der Bundesfinanzhof hat danach seine Tätigkeit mit Wirkung vom 1. Oktober 1950 aufgenommen. Er wurde als erster der in Artikel 95 des Grundgesetzes genannten Obersten Gerichtshöfe des Bundes errichtet. Der Bundesfinanzhof unterstand vor 1970 organisatorisch dem Bundesminister der Finanzen, was seiner Rechtsprechung manches Mal den – unberechtigten – Vorwurf der „Hausgerichtsbarkeit“ einbrachte. Er ist nunmehr – wie der Bundesgerichtshof und das Bundesverwaltungsgericht – ressortmäßig dem Bundesministerium der Justiz zugeordnet (das Bundesarbeitsgericht und das Bundessozialgericht dem Bundesministerium für Arbeit und Soziales). Mehrere Präsidenten des Bundesfinanzhofs haben sich wiederholt von Entscheidungen des Reichsfinanzhofs distanziert. Eine Tafel im Inneren des Gebäudes erinnert an Urteile des Reichsfinanzhofs, die politische Vorgaben der nationalsozialistischen Führung unkritisch nachvollzogen haben. Hier sind insbesondere die Urteile zur sogenannten Reichsfluchtsteuer zu nennen.
Seit Dezember 2004 nimmt der BFH zusammen mit dem Bundesverwaltungsgericht an dem Projekt Elektronisches Gerichts- und Verwaltungspostfach teil. Schriftsätze und andere Dokumente können rechtswirksam in elektronischer Form an alle teilnehmenden Gerichte und Behörden schnell und sicher übermittelt werden. Eine Teilnahme an Verhandlungen des Bundesfinanzhofs mittels Videokonferenz ist zurzeit noch nicht möglich.

## Gebäude

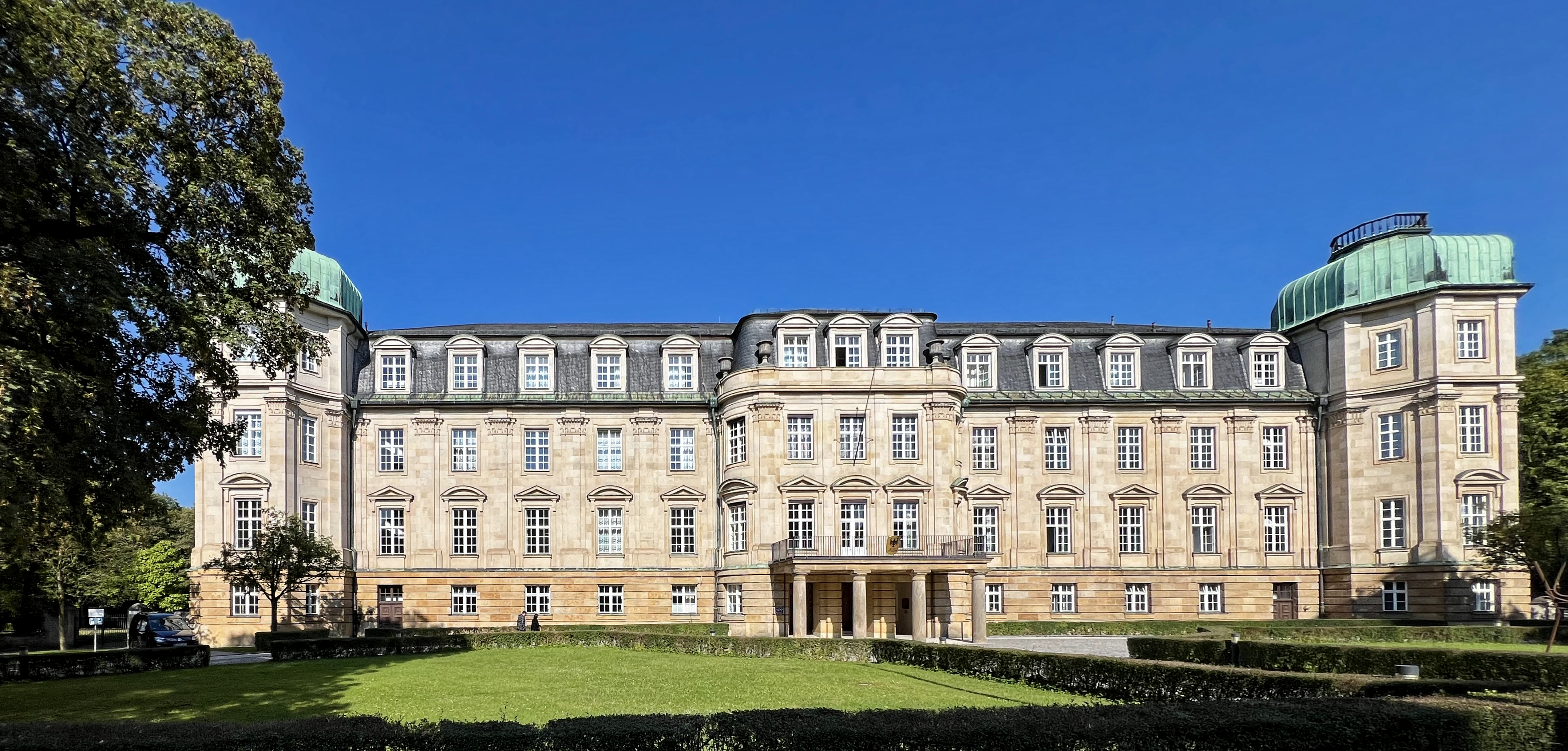
Der Bundesfinanzhof in München

Der Bundesfinanzhof ist, wie zuvor schon der Reichsfinanzhof, in einem historisch interessanten, denkmalgeschützten Gebäude inmitten eines Parks an der Ismaninger Straße im Münchner Stadtteil Bogenhausen untergebracht. Im Vorgängerbau, dem Montgelasschlössl, wurde 1805 der Bogenhausener Vertrag geschlossen.
Das sogenannte Fleischerschlösschen wurde von Ernst Philipp Fleischer, einem Farbenfabrikanten und Panoramamaler, als Galerie- und Ausstellungsgebäude errichtet. Es war das größte, in schlossartige Dimensionen gesteigerte Beispiel eines Künstlerwohnhauses in München. Der Bau sollte auch als
Gesellschaftshaus mit angeschlossener Gemäldegalerie dienen. Heilmann & Littmann gestalteten das Bauwerk ab 1909 als neubarocken Palast mit Hausteinfassaden, Mittelrisalit und Ecktürmen. Ursprünglich war im Norden des Baus noch ein Atelier vorgesehen, das aber bald dem Sparzwang zum Opfer fiel. Der Bau musste wegen Geldmangels 1911 dann ganz eingestellt werden. Nach dem Ersten Weltkrieg erwarb das Deutsche Reich die Bauruine und ließ sie zum Reichsfinanzhof umgestalten und ausbauen.
Im Gebäudeinneren sind bedeutende Werke zeitgenössischer und moderner Kunst ausgestellt. Die gepflegte Parkanlage ist für die Öffentlichkeit nicht zugänglich.

## Gerichtsorganisation und Spruchkörper
Die an den Bundesfinanzhof herangetragenen Fälle werden von Senaten entschieden, welche die Bezeichnung „I. Senat“, „II. Senat“ usw. führen. Beim Bundesfinanzhof werden Senate gebildet. Die Fälle werden nach Sachgebieten und teilweise auch nach Buchstabenkriterien auf die einzelnen Senate aufgeteilt. Derzeit sind elf Senate eingerichtet.

### Präsidenten und Vizepräsidenten
Iris Ebling war als erste Frau von 1999 bis 2005 Präsidentin des Bundesfinanzhofs.
| Nr. | Name (Lebensdaten)               | Beginn der Amtszeit | Ende der Amtszeit  |
| --- | -------------------------------- | ------------------- | ------------------ |
| 1   | Heinrich Schmittmann (1878–1956) | 21. Oktober 1950    | 30. April 1951     |
| 2   | Hans Müller (1884–1961)          | 21. April 1951      | 31. Dezember 1954  |
| 3   | Ludwig Heßdörfer (1894–1988)     | 26. März 1955       | 31. Januar 1962    |
| 4   | Wolfgang Mersmann (1902–1973)    | 13. April 1962      | 30. Juni 1970      |
| 5   | Hugo von Wallis (1910–1993)      | 1. Juli 1970        | 30. April 1978     |
| 6   | Heinrich List (1915–2018)        | 2. Mai 1978         | 31. März 1983      |
| 7   | Franz Klein (1929–2004)          | 1. April 1983       | 30. September 1994 |
| 8   | Klaus Offerhaus (1934–2019)      | 1. Oktober 1994     | 31. Oktober 1999   |
| 9   | Iris Ebling (* 1940)             | 5. November 1999    | 31. Mai 2005       |
| 10  | Wolfgang Spindler (* 1946)       | 1. Juni 2005        | 31. März 2011      |
| 11  | Rudolf Mellinghoff (* 1954)      | 31. Oktober 2011    | 31. Juli 2020      |
| 12  | Hans-Josef Thesling (* 1961)     | 25. Januar 2022     |                    |

| Nr. | Name (Lebensdaten)                  | Beginn der Amtszeit | Ende der Amtszeit  |
| --- | ----------------------------------- | ------------------- | ------------------ |
| 1   | Walther Ansorge (1886–1967)         | 25. Februar 1956    | 30. April 1956     |
| 2   | Werner Paasche (1887–1958)          | 24. Mai 1956        | 31. Dezember 1956  |
| 3   | Martin Roederer (1893–1968)         | 1. Januar 1957      | 30. April 1960     |
| 4   | Hermann Wennrich (1892–1974)        | 1. Mai 1960         | 30. September 1960 |
| 5   | Fritz Hoffmann (1895–1975)          | 16. Dezember 1960   | 31. Januar 1963    |
| 6   | Klemens Rogge (1895–1980)           | 27. Februar 1963    | 31. Dezember 1963  |
| 7   | Rudolf Grieger (1905–1996)          | 30. Januar 1964     | 16. Januar 1966    |
| 8   | Wilhelm Otto (1900–1970)            | 17. Januar 1966     | 31. März 1968      |
| 9   | Günther Wauer (1906–1985)           | 24. April 1968      | 31. Mai 1974       |
| 10  | Heinrich List (1915–2018)           | 1. Oktober 1974     | 1. Mai 1978        |
| 11  | Günther Knopp (1913–1986)           | 1. Mai 1978         | 31. März 1981      |
| 12  | Karl-Heinz Nissen (1918–2000)       | 1. April 1981       | 30. November 1986  |
| 13  | Claus Grimm (1923–2008)             | 1. Dezember 1986    | 31. Oktober 1990   |
| 14  | Klaus Offerhaus (1934–2019)         | 1. November 1990    | 30. September 1994 |
| 15  | Albert Beermann (1933–2020)         | 1. Oktober 1994     | 31. Januar 1998    |
| 16  | Klaus Ebling (* 1935)               | 1. Februar 1998     | 31. Oktober 1999   |
| 17  | Wolfgang Spindler (* 1946)          | 28. Januar 2000     | 31. Mai 2005       |
| 18  | Wilfried Wagner (* 1942)            | 1. Juni 2005        | 31. Dezember 2007  |
| 19  | Hermann-Ulrich Viskorf (* 1950)     | 8. Januar 2008      | 31. Juli 2015      |
| 20  | Silvia Schuster (* 1952)            | 1. April 2016       | 30. Juni 2018      |
| 21  | Christine Meßbacher-Hönsch (* 1955) | 9. April 2019       | 31. Oktober 2020   |
| 22  | Meinhard Wittwer (* 1961)           | 21. November 2022   |                    |

### Richter des Bundesfinanzhofs
Die rechtsprechende Gewalt ist den Richtern anvertraut; sie wird für das Gebiet der Finanzgerichtsbarkeit letztinstanzlich vom Bundesfinanzhof ausgeübt. Über die Berufung der Richter entscheidet der Bundesminister der Justiz der Bundesrepublik Deutschland gemeinsam mit einem Richterwahlausschuss, der aus den Justizministern der Länder und einer gleichen Anzahl von Mitgliedern besteht, die vom Bundestage gewählt werden. Die Richter und Richterinnen des Bundesfinanzhofs werden vom Richterwahlausschuss des Deutschen Bundestags auf Lebenszeit gewählt und vom Bundespräsidenten ernannt. Der Bundesfinanzhof besteht aus dem Präsidenten und aus den Vorsitzenden Richtern und weiteren Richtern in erforderlicher Anzahl. Jeder Richter beim Bundesfinanzhof muss einem Senat als ständiges Mitglied angehören. Der Vorsitzende des Senats regelt den Geschäftsgang innerhalb des Senats. Er bestellt zur Vorbereitung der Beratung für jede Sache einen Berichterstatter. In Urteilssachen soll, in Beschlusssachen kann auch ein Mitberichterstatter bestimmt werden. Der Vorsitzende kann die Berichterstattung oder die Erstattung des Mitberichts selbst übernehmen. Die oder der Vorsitzende regelt den Einsatz der dem Senat zugeteilten wissenschaftlichen Mitarbeitern im Benehmen mit den Mitgliedern des Senats. Mit Stand 1. Januar 2024 sind 58 Richter am BFH tätig, von denen 20, also 34 Prozent, Frauen sind.

### Geschäftsverteilung
Die Zuständigkeit und Besetzung der Senate des Gerichts werden durch den jährlichen Geschäftsverteilungsplan, der vom Präsidium für das kommende Kalenderjahr im Voraus beschlossen wird, festgelegt und öffentlich bekannt gemacht.
Die Geschäfte innerhalb der Senate des Bundesfinanzhofs werden gemäß § 21g des Gerichtsverfassungsgesetzes durch Beschluss aller Richterinnen und Richter des jeweiligen Senats verteilt, wobei vor Beginn des Geschäftsjahres ein Mitwirkungsplan festgelegt wird.
Von besonderer Bedeutung sind vor allem der III. und der VI. Senat, da deren Urteile praktisch jeden Steuerbürger betreffen und die Breitenwirkung daher enorm ist. Mit dem Tarifrecht, z. B. der ansteigenden Progressionskurve und dem Ehegattensplitting, und dem Kindergeld sind davon nahezu jeder Steuerbürger und jede Familie betroffen. Außerdem ist die Investitionszulage, für die ebenfalls der III. Senat zuständig ist, für die wirtschaftliche Entwicklung des gesamten Beitrittsgebietes der vormaligen DDR von allergrößter Bedeutung. Der VI. Senat entscheidet in allen Lohnsteuerstreitigkeiten, z. B. dem Werbungskostenabzug. Das betrifft alle Arbeitnehmer. Die übrigen Senate des Bundesfinanzhofs berühren den Einzelnen häufig nur mittelbar, da sie im Wesentlichen nur Streitigkeiten von Unternehmen bzw. über bestimmte Einkunftsarten entscheiden.
Bestehen zwischen den Senaten unterschiedliche Auffassungen zu Rechtsfragen, wird der Große Senat angerufen. Der Große Senat besteht aus dem Präsidenten des Bundesfinanzhofs und je einem Richter der Senate, in denen der Präsident nicht den Vorsitz führt. Dessen Entscheidungen geben grundlegende Weichenstellungen für die künftige Rechtsentwicklung und stellen häufig die Grundlage für das künftige Handeln des Gesetzgebers dar.

## Verfahren
Jeder am Rechtsstreit Beteiligte und jedes mit dem Rechtsstreit befasste Finanzgericht kann den Bundesfinanzhof anrufen. Dieser kann ohne mündliche Verhandlung entscheiden. Vor dem Bundesfinanzhof sind nur am Gericht zugelassene Prozessbevollmächtigte (Steuerberater, Steuerbevollmächtigte, Rechtsanwälte oder Wirtschaftsprüfer, vereidigte Buchprüfer) postulationsfähig.

## Entscheidungen
Die Senate des Bundesfinanzhofs entscheiden in der Besetzung von fünf Richtern, bei Beschlüssen außerhalb der mündlichen Verhandlung in der Besetzung von drei Richtern. Der Bundesfinanzhof entscheidet über das Rechtsmittel: 1. der Revision gegen Urteile eines Finanzgerichts und gegen Entscheidungen, die Urteilen eines Finanzgerichts gleichstehen, 2. der Beschwerde gegen andere Entscheidungen eines Finanzgerichts, eines Vorsitzenden oder eines Berichterstatters. Seit 1952 unterscheidet der Bundesfinanzhof die zur amtlichen Veröffentlichung bestimmten Entscheidungen (V-Entscheidungen) und die nicht zur amtlichen Veröffentlichung bestimmten Entscheidungen (NV-Entscheidungen), welche durch das Bundesministerium der Finanzen festgelegt wurden. Bis zum Inkrafttreten der Finanzgerichtsordnung am 1. Januar 1966 kam nach den §§ 64, 66 der Reichsabgabenordnung nur den von grundsätzlicher Bedeutung amtlichen veröffentlichten Entscheidungen Bindungskraft für die anderen Senate zu. Die Veröffentlichung nach § 64 der Reichsabgabenordnung erfolgte im Teil III des Bundessteuerblatts, welches vom Bundesfinanzhof herausgegeben wurde.
Seit dem Inkrafttreten der Finanzgerichtsordnung werden Entscheidungen, welche die Senate als über den Einzelfall hinausgehend von Bedeutung im Sinne der Geschäftsordnung des Bundesfinanzhofs erachten, in der Sammlung der Entscheidungen des Bundesfinanzhofs (BFHE) im Stollfuss Verlag anonymisiert veröffentlicht. Darüber hinaus erfolgt die Zurverfügungstellung auf den Internetseiten des BFH und des BMJ. Zugleich entscheidet die Finanzverwaltung bei diesen Entscheidungen, ob sie im nunmehr vom Bundesministerium der Finanzen herausgegebenen Teil II des Bundessteuerblatts als für die Finanzverwaltung im Sinne einer Verwaltungsanweisung bindend und damit auch insoweit „amtlich“ veröffentlicht werden. Die Finanzverwaltung lehnt bisweilen eine derartige Veröffentlichung ab. Entscheidungen des Bundesfinanzhofs werden dann im Bundessteuerblatt entweder überhaupt nicht oder mit einem Nichtanwendungserlass veröffentlicht, mit dem die Finanzbehörden angewiesen werden, eine Entscheidung des Bundesfinanzhofs über den entschiedenen Einzelfall hinaus nicht anzuwenden.
Aufgrund des Vorwurfs der Geheimjustiz veröffentlicht der BFH seit 1. Februar 2008 auch die nur für den entschiedenen Einzelfall als bedeutsam angesehenen NV-Entscheidungen, welche der Dokumentation im Sinne einer Verdeutlichung einer bereits bestehenden Rechtsprechung für die Besteuerungspraxis dienen.
Entscheidungen des Bundesfinanzhofs werden an folgenden Stellen veröffentlicht:
- Entscheidungen des Bundesfinanzhofs: Dort nicht veröffentlichte Entscheidungen tragen das Kürzel BFH/NV.
- Bundessteuerblatt, Teil II: Hier werden die Entscheidungen vom Bundesfinanzministerium veröffentlicht und sind damit von der Finanzverwaltung anzuwenden.

## Bibliothek
Der Bundesfinanzhof verfügt über eine juristische, steuerrechtliche Spezialbibliothek mit etwa 170.000 Bänden und etwa 200 laufenden Fachzeitschriften. Als Gerichtsbibliothek steht diese in erster Linie den Richtern und Mitarbeitern des Gerichts zur Verfügung. Darüber hinaus können auch ausgewählte Externe, wie beispielsweise Hochschullehrer, im Rahmen der Benutzungsordnung die Bibliothek nutzen.